# Museu Isern de la Moto
El Museu Isern de la Moto és un museu de titularitat privada amb seu a Mollet del Vallès, al Vallès Oriental, dedicat a la mostra de motocicletes de procedències i èpoques diverses, així com a donar coneixement de la relació històrica de la ciutat de Mollet amb la indústria de la motocicleta i amb l'esport del motociclisme.

## Història

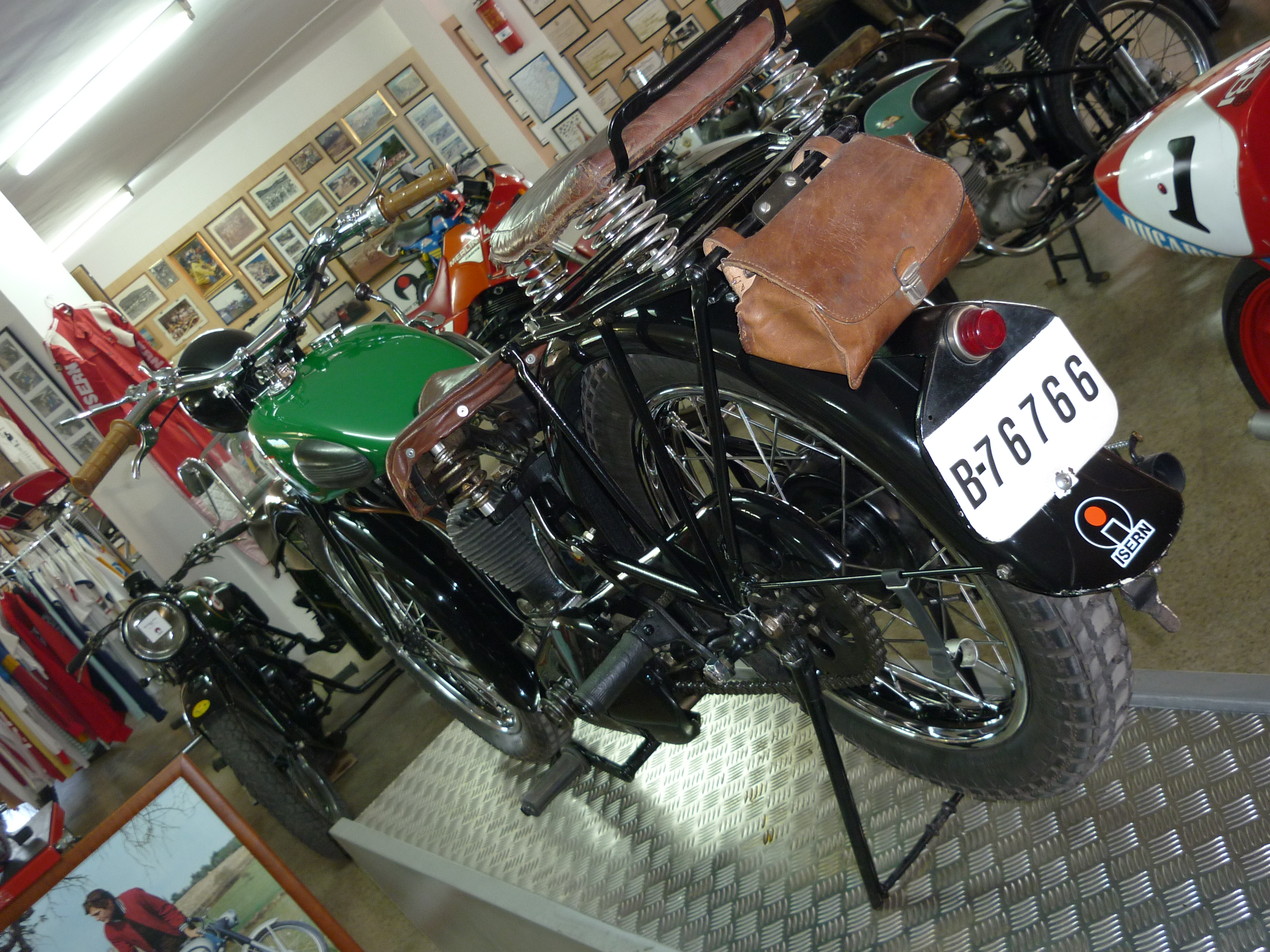
Vista de l'interior del museu

Museu inaugurat el juliol del 2008 pel seu fundador, Josep Isern, un cop jubilat. El museu està situat al cinquè pis de l'emblemàtic "Edifici Isern", propietat de la família i seu de l'antic establiment comercial Motos Isern d'ençà dels anys 70.

## Col·leccions
El museu conté importants col·leccions de motocicletes, elements mecànics, trofeus, fotografies i documents diversos relacionats amb el món del motociclisme. En destaquen els espais dedicats a les marques de Mollet, Derbi i Ducson, amb valuosos exemplars cedits per les famílies Rabasa i Solà, fundadores d'ambdues empreses.
A l'extensa superfície d'exhibició hi ha mostres de tota mena de fabricants, des d'una BSA de 1938 a una Wankel-DKW de 1974, passant per una rara Aleu de 1953 i tota mena de models de Bultaco, OSSA, Merlin, Ducati, Moto Guzzi, etc. A banda, hi ha delimitats una sèrie d'espais monogràfics, essent-ne aquests els principals:

### Espais monogràfics
- Jaume Isern i Plans: Espai dedicat al pare de Josep Isern, amb bicicletes construïdes per ell, eines que feia servir al taller i objectes relacionats
- Pere Pi: Extensa mostra de trofeus, pòsters, objectes personals i motocicletes que feu servir a la seva època el multicampió lliçanenc,[4] com ara una Montesa Brío Cross de 1960
- Ot Pi i Isern: Dedicat al fill de Pere Pi i nebot de Josep Isern, amb objectes cedits per ell com ara una de les Monty amb què guanyà campionats mundials de biketrial
- Derbi: Exemplars únics, destacant-ne algunes motocicletes de Gran Premi Campiones del Món i d'Europa, com ara la que pilotà Ángel Nieto el 1972 o les de Champi Herreros (1989) i Julián Miralles (1987).
- Ducson: Ciclomotors, motocicletes de Gran Premi, motors, cartells publicitaris i documents de tota mena
- Montesa Cota: Completa gamma de models, abastant des de la petita Cota 25 fins a la Cota 349 de 1980

## Activitats
El museu ofereix sovint activitats relacionades amb el món de la moto, com ara xerrades i jornades de portes obertes amb motiu de l'ampliació del seu fons o bé coincidint amb algun esdeveniment important. Programa també homenatges a marques catalanes ja desaparegudes, incloent-hi xerrades amb els seus antics propietaris o descendents.
Com a exemple d'aquests homenatges, cal esmentar el que organitzà el 17 d'abril del 2010 en honor de Ducson amb l'assistència dels germans Solá, creadors de la històrica marca de ciclomotors molletana. Una altra jornada similar es visqué el 24 de març del 2012 amb motiu de l'homenatge a Mymsa, en què es mostraren alguns exemplars d'aquesta antiga marca barcelonina i es comptà amb l'assistència de Jaume i Josep Aragall, fills dels creadors de l'empresa. Hi assistiren també Andreu Solá, antic propietari de Ducson, i Ismael Manau, amo d'Indústries Manau, històrica empresa de Martorelles que durant anys fabricà els xassís de les principals marques catalanes de motocicleta (Bultaco i Montesa incloses).
Alguns altres actes organitzats pel museu han estat aquests:
- El 9 de juny del 2012 s'hi celebrà un homenatge a Jaume Pahissa, recordat pilot de sidecars i tècnic de Derbi durant els anys 50 i 60,[8] assistint-hi els seus fills, l'alcalde de Mollet del Vallès i membres de la família Rabasa, així com destacats pilots històrics de Derbi com ara Pere Pi, Jaume Alguersuari (pare), Salvador Cañellas o Josep Maria Busquets.

- El 22 de setembre del 2012, Pere Pi hi presentà el seu llibre autobiogràfic, «No tinc 200 anys»,[9] en un acte presidit per l'alcalde de Mollet del Vallès i presentat per Estanis Soler (fundador del Museu de la Moto de Bassella). L'esdeveniment aplegà força públic i hi assistiren, entre d'altres, membres de les famílies Pi i Rabasa, així com destacats pilots històrics de Derbi com ara Josep Maria Busquets o Jaume Garriga.[10][11]

- El 10 de maig del 2014, el museu organitzà la "I Llotja del Vehicle Clàssic a Mollet del Vallès",[12] celebrada al Pla de les Pruneres amb força assistència de públic.

- El 7 de març de 2015, coincidint amb la jornada de portes obertes del museu, Josep Isern hi moderà un col·loqui sobre la història de la moto i el motor a Mollet del Vallès, una població que va destacar durant dècades com a centre de la producció industrial de la moto a Catalunya. A més d'ex-treballadors del sector, participaren en l'acte el batlle de Mollet Josep Monràs, els antics pilots Pere Pi, Toni Palau i Joan Zafra, components de la Penya Motorista Barcelona i membres del Club Ducson i del Club Mymsa.[13]

- El 18 de febrer de 2017, el Museu reté un homenatge pòstum a Paco Tombas. L'acte comptà amb la col·laboració dels ajuntaments de Mollet, Parets del Vallès, Sant Fost de Campsentelles, Lliçà d'Amunt, l'Ametlla del Vallès, Lliçà de Vall, Santa Eulàlia de Ronçana, Martorelles, Granollers i el Consell Comarcal del Vallès Oriental. Hi assistiren prop de 200 persones entre les quals hi havia amics i familiars de Tombas, pilots i representants de les institucions públiques.[14] (Vegeu també: Francesc Tombas i Bonet - Homenatge pòstum).

### Llotja del Vehicle Clàssic
Un dels esdeveniments que organitza el Museu més consolidats és la Llotja del Vehicle Clàssic de Mollet. El cap de setmana del 13 i 14 de juny de 2015 se'n celebrà la segona edició al parc de les Pruneres d'aquesta població. En aquesta ocasió, la Llotja recuperà la memòria històrica d'allò que va suposar la indústria de la motocicleta a Mollet i, a més, al proper pavelló de Riera Seca s'hi muntà una exposició dedicada a les 24 Hores de Montjuïc.
La mostra inclogué documents i vehicles històrics i comptà amb la presència de molts dels pilots que varen guanyar en alguna ocasió aquella competició. Entre ells, Min Grau, Josep Maria Busquets, Salvador Cañellas, Carles Cardús, Luis Miguel Reyes, Carles Rocamora i els germans Enric i Jordi Sirera. També hi varen ser presents molts altres pilots que hi han participat al llarg de la història, com ara Pere Pi, Oriol Puig Bultó, César Gracia, Ricardo Quintanilla, Andreu Basolí, els germans Galí i Jaume Bordoy entre d'altres.
El 7 de maig de 2016 se'n celebrà la tercera edició, en aquesta ocasió dedicada als antics pilots catalans de motocròs, als quals se'ls reté un homenatge durant l'acte. La quarta edició se celebrà el 29 d'abril de 2017.